# Střední Lothian
Střední Lothian (Meadhan Lodainn ve Skotské gaelštině) je jedna ze třiceti dvou správních oblastí Skotska.

## Historie
Po skončení římské okupace Británie bylo Lothian osídleno brytonsky mluvícími starověkými Brity a tvořilo součást Gododdinu, který spadal do oblasti Hen Ogledd nebo Starého Severu. V sedmém století padl Gododdin do rukou Anglů, a Lothian se stalo součástí království Bernicie. Bernicie se spojila do Království Northumbrie, které se stalo součástí raného Anglického království. Lothian přešlo pod kontrolu skotské monarchie v desátém století.
V průběhu středověku bylo Lothian místem několika historických konfliktů mezi královstvími Skotska a Anglie. Bitva u Roslinu se odehrála v roce 1303 v Roslinu jako součást První války za skotskou nezávislost. Skotská armáda vedená Simonem Fraserem a Johnem Comynem porazila armádu vedenou anglickým velitelem Johnem Segravem.
Spolu s dalšími částmi Lothians bylo hrabství zapojeno do hrubého svádění, kdy byl v roce 1544 hrad Roslin, sídlo hraběte z Caithness, zničen silami Jindřicha VIII. Tudora.
V 17. století hrabství hrálo roli ve válce tří království, kde generál George Monck měl svou základnu na hradě Dalkeith jako velitel Commonwealthu ve Skotsku. Po obnovení monarchie vyvrcholilo povstání v regionu bitvou u Rullion Green v roce 1666, rozhodujícím vítězstvím vládních sil proti povstalcům z Covenanter.
V roce 1650 dorazila armáda Olivera Cromwella do Dalkeith. Jeho důstojník, generál George Monck, byl velitelem ve Skotsku, a vláda země měla své sídlo na hradě Dalkeith.
Kampaň v Midlothianu v letech 1878–1880 britského liberálního politika Williama Ewarta Gladstona vstoupila do historie jako raný příklad moderní politické kampaně, což vedlo k tomu, že Gladstone získal volební obvod Midlothian od dlouholetého konzervativního poslance Williama Montagu Douglase Scotta a stal se premiérem Spojeného království.
Dne 1. června 1978 se Midlothian stal sesterským městem Midlothianu v Illinois.

## Důležitá města a vesnice
- Auchendinny
- Bilston, Bonnyrigg, Borthwick
- Carrington (Skotsko)
- Dalkeith, Danderhall
- Easthouses, Eskbank
- Fala, Fushiebridge
- Gorebridge, Gowkshill
- Hillend, Howgate
- Lasswade, Leadburn, Loanhead
- Mayfield, Millerhill, Milton Bridge
- Newbattle, Newtongrange, Nine Mile Burn, North Middleton
- Pathhead, Penicuik
- Rosewell, Roslin
- Silverburn
- Temple

## Partnerské správní oblasti
Župa Komárom-Esztergom